# Badran Al-Shaqran
Badran Al-Shaqran (en árabe: بدران محمد الشقران‎; Ar Ramtha, Jordania, 19 de enero de 1974) es un exfutbolista jordano que jugaba en la posición de delantero.

## Carrera

### Club
| Periodo   | Club              |
| --------- | ----------------- |
| 1993-1995 | Al-Ramtha SC      |
| 1995-1997 | FC KAMAZ          |
| 1997-2002 | Al-Ramtha SC      |
| 2002–2006 | Muharraq Club     |
| 2006–2008 | Al-Ramtha SC      |
| 2008      | Al-Wathba SC      |
| 2009      | Ittihad Al-Ramtha |

### Selección nacional
Jugó para Jordania en 49 ocasiones de 1997 a 2006 y anotó 30 goles; participó en la Copa Asiática 2004, dos ediciones de los Juegos Panarábicos, dos ediciones de la Copa de Naciones Árabe y tres ediciones del Campeonato de la WAFF.

## Logros
- Liga Premier de Baréin (3): 2002, 2003–04, 2005–06
- Copa del Rey de Baréin (2): 2002, 2005
- Copa FA de Baréin (1): 2005
- Copa Príncipe de la Corona de Baréin (1): 2006
- Supercopa de Baréin (1): 2006